# Albert Nađ
Albert Nađ ou Nadj - em sérvio, Алберт Нађ (Zemun, 29 de outubro de 1974) - é um ex-futebolista sérvio de origem húngara. Seu sobrenome original, em húngaro, escreve-se Nagy.

## Carreira

### Em clubes
O clube que por mais tempo defendeu foi o Partizan, onde iniciara em 1992 sua carreira, defendendo o clube de Belgrado por nove anos, divididos em duas passagens. Considerado ícone do clube alvinegro, chegou a ser até 2008 (quando essa marca foi quebrada por Stevan Jovetić) o mais jovem futebolista a ser capitão da equipe adulta; a capitania foi-lhe dada após a venda do Predrag Mijatović ao futebol espanhol.
Entre as passagens pelo Partizan, Nađ viria a igualmente atuar no futebol espanhol: atuou em La Liga por seis temporadas, defendendo no período as equipes do Real Betis, Real Oviedo e Elche.
Após breve passagem pelo Rostov, da Rússia, em 2007, voltou ao seu país como jogador do pequeno Čukarički Stankom. Depois que parou de jogar, regressou ao Partizan para o cargo de diretor esportivo.

## Seleção
Nađ estreou pela então Seleção Iugoslava em 1994, quando o sanção imposta pela FIFA ao antigo país, que estava sob dissolução por guerra civil, foi encerrada - reduzindo o território às repúblicas da Sérvia e de Montenegro, embora inicialmente ainda se preservasse o nome Iugoslávia. Fez parte o grupo que classificou os Plavi à Copa do Mundo FIFA de 1998, inclusive recebendo figurinha no álbum oficial confeccionado pela Panini.
Ainda como iugoslavo, fez parte do grupo que foi à Eurocopa 2000. Seis anos depois, pôde ir à Copa do Mundo FIFA de 2006, já pela seleção denominada de Sérvia e Montenegro, embora ficasse marcado pelo desempenho no derradeiro jogo da equipe: embora começasse a partida no banco, Nađ foi expulso ainda no primeiro tempo do duelo contra Costa do Marfim por receber dois cartões amarelos; o primeiro cartão fora recebido já em sua primeira atuação na partida, pouco após ter substituído ainda com 15 minutos de jogo o lesionado Mladen Krstajić.